# Antonov An-124
Dimensions
L'Antonov An 124-100 surnommé Ruslan (Code OTAN : Condor) est le second plus gros avion du monde produit en série (le premier étant l'Airbus A380), l'avion le plus gros du monde hors série était l'Antonov An-225.
Il permet de transporter les charges les plus diverses telles que locomotives, grues, satellites, bateaux. Cet avion est équipé de deux ponts roulants disposant chacun de deux palans pouvant supporter une masse maximale de 20 tonnes.
Il peut peser jusqu'à 400 tonnes au décollage et embarquer jusqu'à 150 tonnes (120 t en version de base An-124-100, 150 t en version An-124-100M-150) de charge utile (dix à vingt fois celle du C-160 Transall des armées française et allemande).
Les seuls avions à peu près comparables sont l'Airbus A380 (575 tonnes au décollage et 105 tonnes maximum de charge utile), le Boeing 747-8 (442 tonnes au décollage et 140 tonnes maximales de charge utile) et enfin le Lockheed C-5 Galaxy américain (450 tonnes au décollage), ce dernier étant réservé à des usages militaires et n'emportant pas autant de charge utile (100 tonnes maximum).
Son prix unitaire se situe entre 150 et 200 millions de dollars.

## Conception

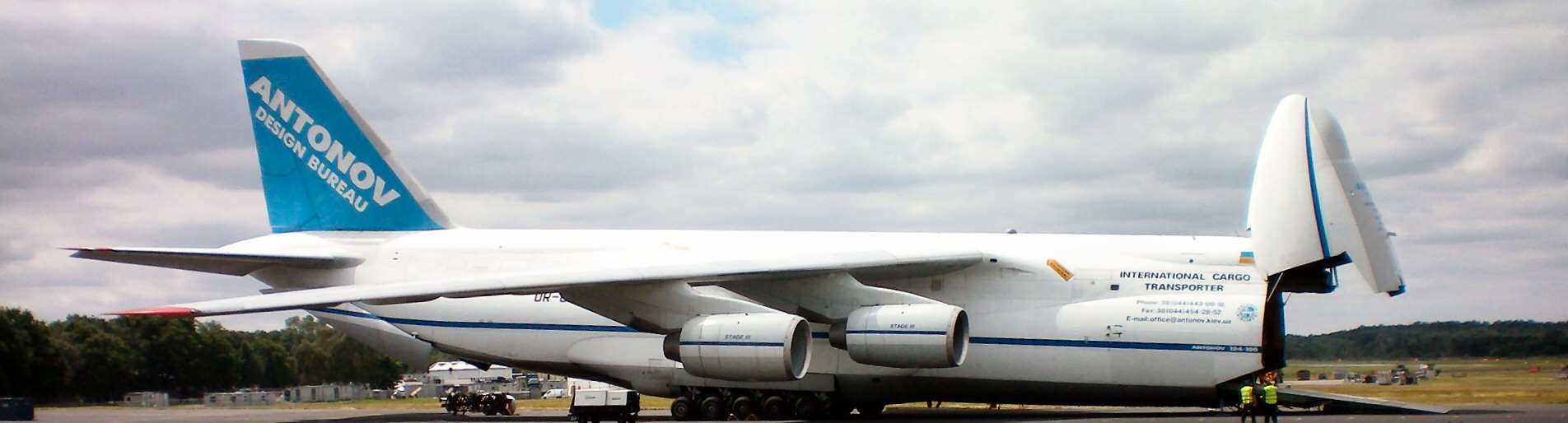
Antonov-124 agenouillé avec la rampe avant abaissée (fuselage de l'avion incliné et roues avant rentrées).

Au début des années 1970, l'OKB Antonov propose trois projets d'avion de transport : « projet 122 », « projet 124 » et « projet 126 » ; les responsables militaires choisissent le 124, qui peut transporter pratiquement tous les véhicules de l'armée.
Un avion de cette taille nécessitait des moteurs à la fois très puissants et économes mais les ingénieurs de Progress ne possèdent alors que très peu d'expérience dans ce domaine. Cependant, ils viennent de terminer le D-36 équipant le Yakovlev Yak-42, qui leur permet de créer le D-18T. Dans le monde entier, il est habituel, sur un avion à ailes hautes et à réacteurs, de placer l'empennage horizontal sur la dérive (Iliouchine Il-76, Lockheed C-5 Galaxy, C-141 Starlifter ou McDonnell Douglas C-17 Globemaster III) mais des études en soufflerie chez Antonov et au TsAGI ont démontré que l'on pouvait les placer au niveau du fuselage sans problèmes en économisant presque 2 800 kg. Son train d'atterrissage de 24 roues lui permet de décoller et d'atterrir depuis des pistes peu aménagées, ou recouvertes de neige ou de glace, et grâce à sa roulette de nez orientable, il peut faire demi-tour sur une piste d'une largeur de 45 mètres.
Le premier prototype est assemblé à Oulianovsk et effectue son premier vol le 26 décembre 1982. Le second prototype est assemblé à Kiev. Quant au premier appareil de série, baptisé Rouslan en l'honneur d'un héros géant du folklore russe, il participe au salon du Bourget en 1985 avant d'enchaîner les records de charge ; ainsi, le 26 juillet 1985, il établit un nouveau record à 171 219 kg. Les premières livraisons à l'Armée de l'air soviétique commencent en 1987. Il reçoit sa certification civile le 30 décembre 1992.
Sa particularité tient au fait qu'il est possible de charger et de décharger simultanément sa soute grâce à sa rampe d'accès arrière et à son nez se relevant. Celle-ci fait 1 000 m3, avec les dimensions suivantes : 36 m de long, 6,68 m de large et une hauteur maximale de 4,40 m. Ses quatre élingues permettent de soulever des masses de près de 10 tonnes.

## Vols mémorables

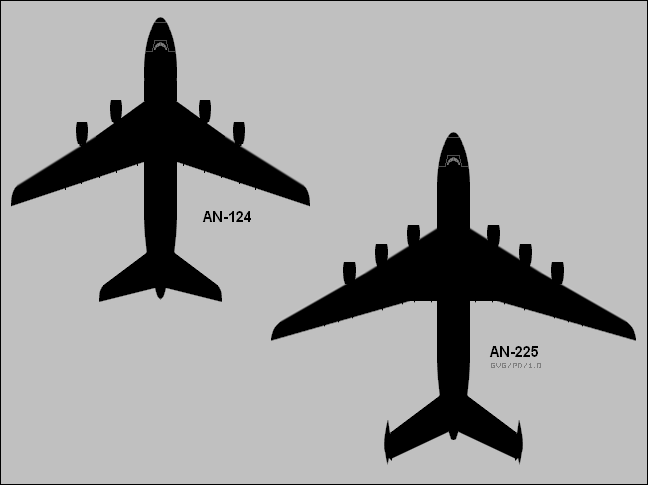
Comparaison entre un An-124 et un An-225.

Deux ans après les vols de démonstration, le Ruslan effectue un vol de très longue distance Moscou - Kassimov - Volgograd - Zenzeli - Tachkent - Îles Kouriles - Golfe d'Anadyr - Mourmansk - Ioukhnov - Marioupol - Ieïsk - Rostov-sur-le-Don - Riazan - Moscou en 25 h 32 min et d'une distance totale de 20 150,92 km, surpassant la performance de 18 245,08 km établie par un B-52H.
Au printemps 1988, l'An-124 se pose sur une piste couverte de neige sur l'île Graham Bell (archipel François-Joseph).
À la fin de l'année 1990, deux équipages se relayant, effectuent un vol autour du monde en partant de Melbourne et en survolant le pôle Sud puis le pôle Nord avec une escale au Brésil et une autre au Maroc. Le vol, d'une distance totale de 50 005 km, dure 75 h 16 min avec une vitesse moyenne de 680 km/h.
En juillet 2007, à la suite de l'ouragan Dean qui secoua la Martinique, deux Antonov, un An-124 Rouslan et l’An-225 Mriya, ont atterri sur l'île afin de la ravitailler en matériel de reconstruction et de réparation (groupes électrogènes, camions, câbles, etc.). La piste étant supposée trop petite et les camions remorqueurs trop peu puissants, les pilotes ont tout de même pris le risque de se poser, avec succès. L'An-124 et surtout l'An-225 étant plus gros et impressionnants qu'un Airbus A380, de nombreux curieux vinrent les admirer, malgré les dégâts et le traumatisme causés par Dean.

## Engagements et utilisations

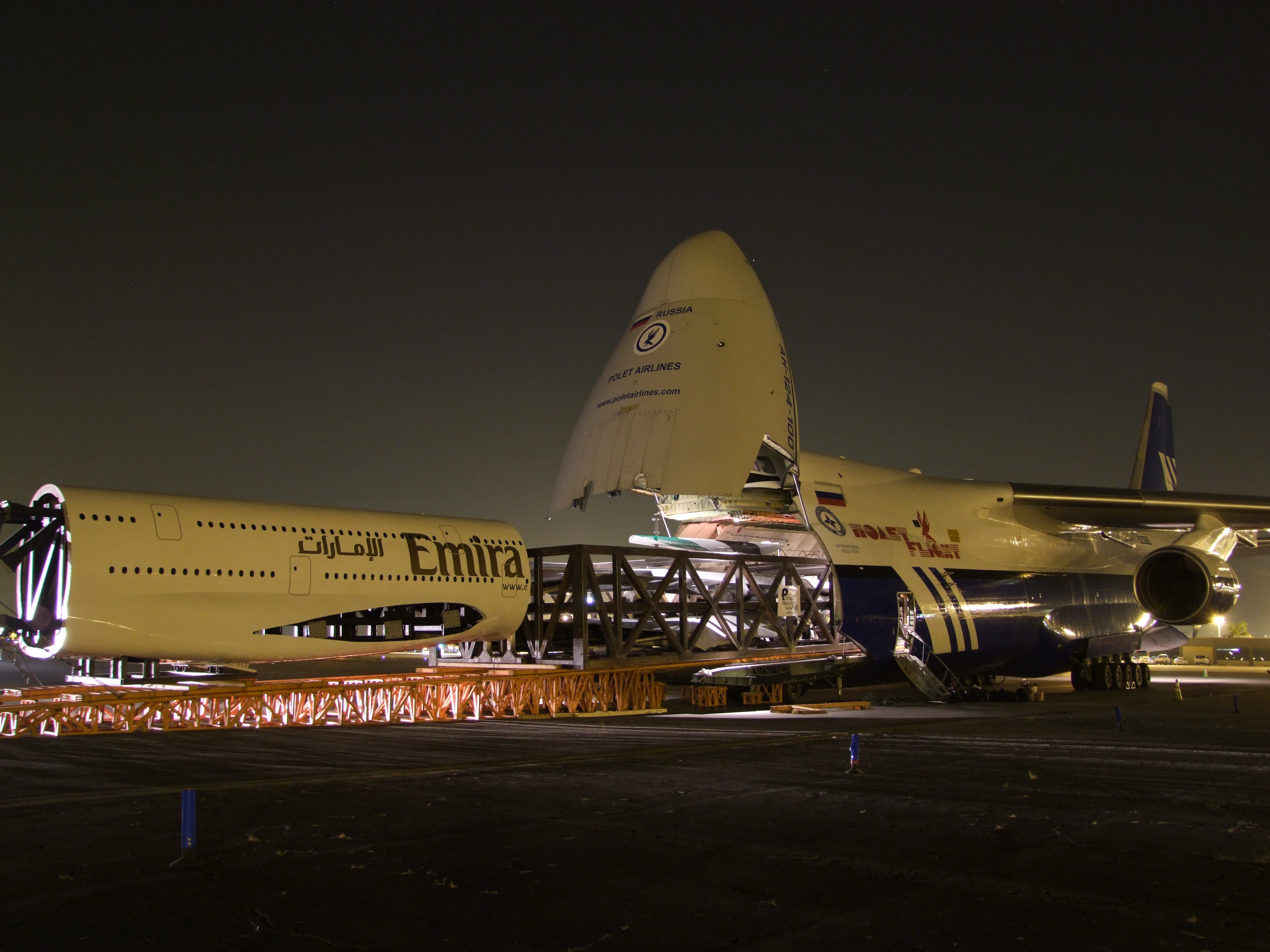
An-124 chargeant une maquette à l'échelle 1/3 d'un Airbus A380.

- Le Ruslan a été utilisé plusieurs dizaines de fois durant les guerres de Tchétchénie.
- Il a servi au transport de matériel de l'ONU de France en Afrique centrale.
- Un An-124 ukrainien a servi à l'évacuation de réfugiés d'Irak et du Koweït.
- Il a acheminé les matériels les plus divers (de la nourriture aux machines de chantier) dans les endroits les plus difficiles d'accès en Sibérie.
- Une rotation de plusieurs An-124 fut utilisée en 2000 pour « déménager » l'ensemble du Rallye Dakar, afin d'éviter la traversée du Niger à cause de menaces terroristes.
- Les An-124 de la société Volga Dnepr sont utilisés pour apporter les satellites pour les fusées Ariane en Guyane tous les 3 mois environ.
- Un An-124 de la société Volga Dnepr a été utilisé pour convoyer des masques faciaux de protection et du matériel médical depuis la Chine vers Vatry via la Russie en Mars 2020 pendant la période de Pandémie de Covid-19.
- Le 7 juin 2020, la compagnie québécoise Surmesur a affrété un An-124 pour convoyer des masques faciaux de protection et des blouses médicales entre Nanjing et Montréal pendant la période de Pandémie de Covid-19[3],[4]. Ce parcours a été fait sans escale.
- Le 29 décembre 2024, un Ruslan, est affrété à La Réunion afin de pouvoir participer à la livraison de materiel visant à reconstruire Mayotte après le passage du Cyclone Chido[5].

## Utilisateurs

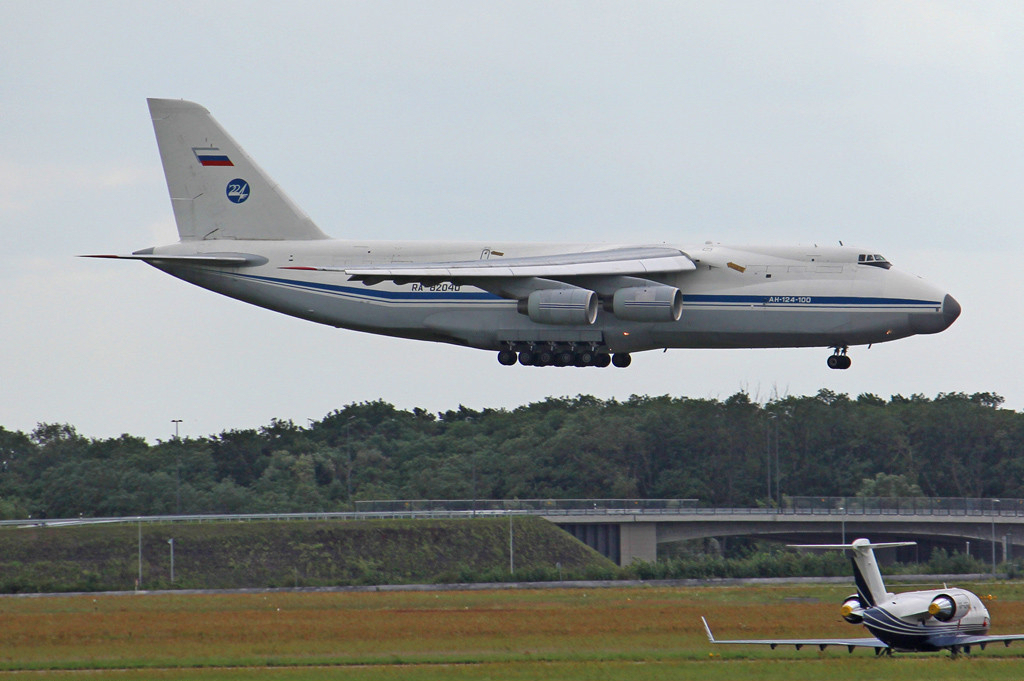
Un An-124-100 de la volante.

Deux prototypes et 52 appareils de série ont été produits depuis 1984 dont 18 à Kiev et 34 à Oulianovsk. Six ont été perdus en service. 28 appareils en service[Quand ?].
- 224e brigade volante : cinq exemplaires.
- Antonov Airlines : sept exemplaires - au minimum un est endommagé à la suite de l'invasion de l'Ukraine par la Russie en 2022 et la bataille de l'aéroport de Hostomel[6] -.
- Polet Airlines : six exemplaires, compagnie ayant cessé ses activités, deux exemplaires transférés à Volga-Dnepr, un pour la 224e brigade volante et un pour l'Armée de l'air Russe, deux exemplaires stockés.
- Libyan Arab Air Cargo (en): 2 exemplaires, un détruit à l'aéroport de Tripoli, l'autre en stockage à Kiev.
- Volga-Dnepr Airlines : 10 exemplaires, RA-82042 accidenté le 13/11/2020.
- Maximus Air Cargo (en) : un exemplaire.
- Armée de l'air russe : 26 exemplaires en 2019 dont onze sont en état de vol[7]. L'armée de l'air russe utilise tous ses An-124 dans le 65e régiment de transport aérien basé à Seshcha.

### Contrat Salis
Pour pallier le manque en appareils de transport lourd, dix-huit États membres de l'OTAN, dont la France et la Belgique, ont choisi d'utiliser de manière coordonnée plusieurs An-124 via le contrat Salis (Strategic Air Lift Interim Solution). Il est géré par la Strategic Air Lift Coordination Cell, située sur la base aérienne d'Eindhoven aux Pays-Bas et a été passé entre une agence de l'OTAN, la Namsa, et une société de droit allemand, Ruslan Salis GmbH, basée à Leipzig. Cette société peut affréter des An-124 auprès de deux compagnies : Antonov Design Bureau (ADB) à Kiev (Ukraine) et la Volga-Dnepr Airline (VDA) d'Oulianovsk (Russie). Par défaut, deux appareils sont disponibles pour les pays participant au contrat mais ce nombre peut être porté à six appareils avec une disponibilité de six à neuf jours.
Jusqu’en 2011, la France disposait d'un droit d'utilisation de 1 195 heures par an, soit 23 heures par semaine, ce qui en faisait un important utilisateur. Chaque semaine, un vol partait ainsi de Châteauroux pour l'Afghanistan acheminer du soutien logistique. À raison de 25 000 euros l'heure de vol, la facture s’élevait ainsi à 30 millions d'euros par an pour le ministère de la Défense. En raison d'une augmentation du prix de location, la France a dénoncé sa participation au contrat Salis.

## Dans la culture populaire

### Cinéma
L'An-124 est visible dans le film Fast and Furious 6 où il sert d'échappatoire à Owen Shaw et son équipe qui, pour quitter la base militaire où ils sont retenus, prévoient de monter à bord directement par l'ouverture de soute sur la piste de décollage. Quelques incohérences des commandes dans le poste de pilotage peuvent faire douter du modèle exact.
Dans le film de la série James Bond Meurs un autre jour, James Bond et Jinx se glissent à bord de l'An-124 qui finit par prendre feu et dont ils s'échappent grâce à un hélicoptère stocké dans la soute.

### Jeux vidéo
Il apparaît dans les célèbres jeux vidéo Grand Theft Auto V et Grand Theft Auto: Online sous la dénomination « Cargo Plane ».

## Accidents et incidents
Depuis sa création jusqu'à novembre 2020, un cumul de six accidents d'An-124 ont été enregistrés avec perte totale de l'avion, accidents qui ont fait un total de 97 victimes :
- Le 13 octobre 1992, le SSSR-82002, exploité par Antonov Airlines, s'écrase lors d'essais en vol. Une défaillance de la porte de cargo avant lors de la descente à grande vitesse (manœuvre prévue dans le cadre du vol d'essai), entraîne une perte de contrôle. L'avion s'est écrasé dans une forêt près de Kiev, tuant huit des neuf membres d'équipage[10] ;
- Le 15 novembre 1993, le RA-82071, exploité par Aviastar Airlines, s'est écrasé dans une montagne de 11 000 pieds (3 400 mètres) alors qu'il se trouvait à Kerman, en Iran. L'accident a fait 17 victimes[11] ;
- Le 8 octobre 1996, le RA-82069, détenu par Aeroflot et exploité par Ayaks Cargo, s'est écrasé à San Francesco al Campo, en Italie, au cours d'une approche par faible visibilité sur la piste 36 de l'aéroport de Turin Caselle. L'accident a fait quatre victimes[12] ;
- Le 6 décembre 1997, le RA-82005, exploité par l'armée de l'air russe, s'est écrasé dans une zone résidentielle après le décollage d'Irkoutsk, en Russie[13]. Les 23 personnes à bord et 44 personnes sur le terrain ont été tuées[14].

- Le 19 juin 2019, le 5A-DKN, exploité par Libyan Arab Air Cargo, est détruit lors de combats sur l'aéroport de Tripoli en Libye[15].
- Le 13 novembre 2020, le RA-82042, opéré par Volga Dnepr, a eu un de ses moteurs qui a explosé au décollage de l'aéroport de Novossibirsk-Tolmatchevo. L'équipage a réussi à atterrir mais le train d'atterrissage s'est affaissé et il s'est arrêté après une sortie de piste. Pas de blessés, mais de gros dégats structurels[16].

### Développement lié
- Antonov An-225

### Aéronefs comparables
- Iliouchine Il-106 PAK VTA

- Airbus A380-800F

- Boeing 747-400F
- Boeing 747-8F
- Lockheed C-5 Galaxy
- Soukhoï KR-860